# Hans van Helden
Hans van Helden (ur. 27 kwietnia 1948 w Almkerk) – holenderski łyżwiarz szybki reprezentujący także Francję, trzykrotny medalista olimpijski i brązowy medalista mistrzostw świata.

## Kariera
Największe sukcesy w karierze Hans van Helden osiągnął w 1976 roku, kiedy wywalczył cztery medale na międzynarodowych imprezach. Na igrzyskach olimpijskich w Innsbrucku zdobywał brązowe medale w biegach na 1500, 5000 i 10 000 m. Na najkrótszym dystansie wyprzedzili go jedynie Norweg Jan Egil Storholt oraz Jurij Kondakow z ZSRR. Na pozostałych dystansach lepsi okazali się Norweg Sten Stensen i kolejny Holender, Piet Kleine. Niecałe dwa tygodnie później van Helden zajął trzecie miejsce podczas wielobojowych mistrzostw świata w Heerenveen. Blisko kolejnego medalu był na mistrzostwach świata w wieloboju sprinterskim w Berlinie, gdzie był czwarty. W walce o medal lepszy okazał się Amerykanin Peter Mueller. Ponadto van Helden zdobył srebrny medal na wielobojowych mistrzostw Europy w Grenoble w 1973 roku oraz brązowy w tej samej konkurencji na mistrzostwach Europy w Eskilstunie w 1974 roku. W latach 1976 i 1977 był mistrzem Holandii w wieloboju.
Po tym jak nie znalazł się w reprezentacji Holandii na igrzyska w Lake Placid w 1980 roku postanowił reprezentować Francję, z której pochodzi jego żona. W barwach Francji wystąpił na igrzyskach olimpijskich w Sarajewie, gdzie jego najlepszym wynikiem było czwarte miejsce na dystansie 1500 m. Walkę o medal przegrał tam z Olegiem Bożjewem z ZSRR. Brał także udział w igrzyskach w Calgary w 1988 roku, ale ani razu nie znalazł się w czołowej dziesiątce. Jako reprezentant Francji najlepszy wynik na mistrzostwach świata uzyskał w 1988 roku, kiedy na wielobojowych mistrzostw świata w Medeo był ósmy. 
Dwa razy był rekordy świata. 
W latach 80. przyjął francuskie obywatelstwo i w barwach tego kraju brał udział w igrzyskach w 1984 i 1988. 
Jego żona – Marie-France van Helden również uprawiała łyżwiarstwo szybkie.

### Mistrzostwa świata
- Mistrzostwa świata w wieloboju
  - brąz – 1976